# Föreningen Vetenskap och Folkbildning
Föreningen Vetenskap och Folkbildning (VoF, Vereniging voor Wetenschap en Volkseducatie) is de Zweedse tak van de internationale skeptische beweging. VoF werd in 1982 opgericht en heeft als doel om het publiek voor te lichten over de methoden van de wetenschap en de resultaten ervan. De vereniging publiceert het tijdschrift Folkvett ('Gezond verstand') en organiseert voordrachten over thema’s die verband houden met wetenschap en pseudowetenschap. Sinds 1987 reikt VoF de prijzen Årets folkbildare ('Voorlichter van het jaar') en Årets förvillare ('Misleider van het jaar') uit.

## Organisatie
De huidige voorzitter van VoF is Linda Strand Lundberg en de vereniging heeft meer dan 2700 leden (2012).
Drie vooraanstaande leden zijn filosofieprofessor Sven Ove Hansson (voorzitter 1982–1988), professor in moleculaire biologie Dan Larhammar (voorzitter 1998–2004) en de astronaut en docent in deeltjesfysica Christer Fuglesang.
Toen VoF in 1982 werd opgericht was dat vanuit het idee dat het verlichtingsproject nog niet ten einde was. VoF maakt deel uit van een internationaal netwerk van skeptische organisaties die ervaringen en informatie over pseudowetenschap met elkaar uitwisselen. De meest vooraanstaande van deze organisaties is het Amerikaanse Committee for Skeptical Inquiry dat in 1976 werd opgericht en een voorbeeld was voor de oprichting van VoF in Zweden. Deze Amerikaanse organisatie was aanvankelijk vooral gericht op het onderzoeken van paranormale fenomenen, terwijl het Zweedse VoF voor een meer algemene richting koos. VoF-aanhangers worden vaak 'skeptici' genoemd. Vertegenwoordigers van VoF hebben soms hun ongenoegen geuit over deze term, omdat ze vinden dat het impliceert dat VoF een speciale visie op wetenschap heeft.
Tijdens het bekende politieke forum Almedalsveckan (de ’Almedalen-week’) in 2011 op het Zweedse eiland Gotland, waarop de meeste politieke partijen en media van Zweden aanwezig zijn, organiseerde VoF een actie om alternatieve geneeskunde aan de kaak te stellen, samen met de Zweedse astronaut en medelid Christer Fuglesang. In totaal elf personen namen een overdosis (tien keer meer dan de aanbevolen dosis) van het homeopathische middel Coffea Alfaplex om aan te tonen dat homeopathische preparaten onwerkzaam zijn. De actie was geïnspireerd op de 10:23-campagne in Groot-Brittannië. Alle deelnemers voelden zich prima na de overdosis.

## Onderscheidingen
De Zweedse gemeente Olofström, in samenwerking met het Harry Martinson-gezelschap, reikte in 2012 de Harry Martinson-prijs uit aan VoF "om in de geest van Martsinsson te werken aan het behoeden van kennis en het verdrijven van dwaling". Als reactie hierop heeft de Zweedse organisatie Elöverkänsligas rätt i samhället ('Het recht van personen met overgevoeligheid voor elektriciteit in de maatschappij') de gemeente Olofström aangegeven bij de Zweedse Nationale ombudsman JO.

## Kritiek
Nadat de Zweedse vereniging Stockholmsinitiativet, die antropogene klimaatverandering in vraag stelt, in 2010 uitgeroepen werd tot ’Misleider van het jaar’ werd VoF zwaar bekritiseerd door professor Germund Hesslow die er ook voor koos om zijn rol bij VoF als wetenschappelijke contacpersoon voor wetenschappelijke vragen op te zeggen. Hesslow was van mening dat de misleiderprijs in zekere mate op pestgedrag leek en dat het een blunder was om de prijs aan Stockholmsinitiativet te geven.

## Voorzitters
- Sven Ove Hansson, 1982–1988
- Per Olof Hulth, 1988–1998
- Dan Larhammar, 1998–2004
- Jesper Jerkert, 2004–2008
- Hanno Essén, 2008–2011
- Martin Rundkvist, 2011–2014
- Linda Strand Lundberg, 2014–